# Angelika Nollert
Angelika Nollert (* 1966 in Duisburg) ist eine deutsche Kunsthistorikerin. Von Oktober 2007 bis Ende April 2014 war sie Direktorin des Neuen Museums in Nürnberg und leitet seit Mai 2014 Die Neue Sammlung - The Design Museum, ein Museum des Freistaates Bayern mit Hauptstandorten in München in der Pinakothek der Moderne und Nürnberg im Neuen Museum sowie einem Zweigmuseum in Weiden Internationales Keramik-Museum.

## Leben und Werk
Nollert studierte nach einer Ausbildung zur Bankkauffrau Kunstgeschichte, Archäologie und Germanistik an den Universitäten Würzburg und Münster. 1997 wurde sie dort mit einer Arbeit über den niederländischen Maler Barend Cornelis Koekkoek promoviert. Im selben Jahr arbeitete sie für Kasper König an der Großausstellung Skulptur.Projekte in Münster mit. König holte sie anschließend von 1997 bis 2000 als Kuratorin zur Ausstellungshalle Portikus nach Frankfurt am Main. 2001 war sie Projektleiterin bei der Documenta11 in Kassel und von 2002 bis 2007 Projektleiterin für Bildende Kunst beim Siemens Arts Program in München.
Im Oktober 2007 wurde sie, als Nachfolgerin von Lucius Grisebach, zur Leiterin des Neuen Museums – Staatliches Museum für Kunst und Design in Nürnberg berufen.
Neben ihrer Kuratorentätigkeit leitete Nollert Seminare zur Kunsttheorie und Kunstgeschichte an der Städelschule in Frankfurt am Main und an der Akademie der Bildenden Künste München. Sie ist Mitglied in den Hochschulräten der Hochschule für Bildende Künste Braunschweig und der Akademie der Bildenden Künste Nürnberg sowie im Beirat für Bildende Kunst des Goethe-Instituts.
Angelika Nollert ist Verfasserin zahlreicher Schriften zur zeitgenössischen Kunst.

## Werke
- Barend Cornelis Koekkoek 1803–1862. Ein Landschaftsmaler der niederländischen Romantik. Lang, Frankfurt am Main, 2000 ISBN 3-631-36417-2 (zugleich Dissertation)

## Kuratierte Ausstellungen
- 2010/2011: VALIE EXPORT: Zeit und Gegenzeit, Unteres Belvedere, Wien und Lentos Kunstmuseum, Linz
- 2010: Claus Bury: Maßstabssprünge, Neues Museum, Nürnberg
- 2010: Manfred Pernice: Que-Sah, Neues Museum, Nürnberg
- 2005: Kollektive Kreativität, Siemens Arts Program mit Kunsthalle Fridericianum, Kassel
- 2000: Elke Krystufek: Nobody Has To Know, Portikus, Frankfurt am Main
- 1999: Andreas Siekmann: Aus: Gesellschaft Mit Beschränkter Haftung, Portikus, Frankfurt am Main
- 1998: Daniel Buren: Farbtransparenz, Portikus, Frankfurt am Main
- 1998: Thomas Hirschhorn: Ein Kunstwerk, Ein Problem, Portikus, Frankfurt am Main
- 1998: Christian Jankowski: Mein Erstes Buch, Portikus, Frankfurt am Main